# Jomulquillo
Jomulquillo är en ort i Mexiko.   Den ligger i kommunen Jerez och delstaten Zacatecas, i den centrala delen av landet, 500 km nordväst om huvudstaden Mexico City. Jomulquillo ligger 2 093 meter över havet och antalet invånare är 251.
Terrängen runt Jomulquillo är kuperad västerut, men österut är den platt. Runt Jomulquillo är det ganska glesbefolkat, med 31 invånare per kvadratkilometer. Närmaste större samhälle är Jerez de García Salinas, 7,9 km sydost om Jomulquillo. Omgivningarna runt Jomulquillo är i huvudsak ett öppet busklandskap.